# Maria João Gama
Maria João Gama é uma apresentadora de televisão e professora portuguesa.

## Carreira
Maria João Gama licenciou-se em Línguas e Literaturas Modernas, pela Faculdade de Letras da Universidade de Lisboa, onde, mais tarde, obteve o mestrado em Literaturas Africanas de Expressão Portuguesa, com a tese O Universo Feminino em António Aurélio Gonçalves.
Esta tese, com o mesmo título, seria depois publicada em livro, editado pelo Instituto Camões, na ilha de Santiago e em S. Vicente, em Cabo-Verde, após ter ganho o 1.º prémio do concurso literário Sena Barcelos. Esta obra, com o mesmo título, foi editada posteriormente em Portugal, em 2015, pela editora Livros de Ontem. Por este facto foi distinguida com a medalha da Literarte, tornando-se membro do Núcleo Acadêmico de Letras e Artes de Lisboa, distinção reconhecida pelo Gabinete Real Português no Brasil.
Foi manequim e modelo fotográfico, para além de ter concorrido a Miss Portugal em 1985, onde chegou à final.
Professora de Português e de Literatura Portuguesa no ensino secundário, tornou-se locutora e apresentadora da RTP Internacional e da RTP África, trabalhando em diversos programas informativos e de entretenimento.
Na RTP Internacional apresentou dezenas de programas, entre os quais se destacam "Rosa dos Ventos", "Danças Vivas", "Vivá Música" e "Cidade Aberta".
Durante um ano fez parte da equipa do programa "Bom dia Portugal", na RTP 1. Apresentou também o programa "Consigo" na RTP 2. Efetuou ainda, regularmente, reportagens em diversos países europeus e nos Estados Unidos.
Devido ao trabalho desenvolvido junto das comunidades portuguesas, foi agraciada com uma condecoração pelo Senado do Estado de New Jersey.
Para além de ter apresentado durante aproximadamente sete anos, o programa semanal de entrevistas "Há Conversa" na RTP Memória, entrou ainda na área dos documentários elaborando "Amália, Amá-la" sobre Amália Rodrigues; "Gostava de Vos Ver Aqui", sobre Paulo de Carvalho; "Adeus Tristeza até Depois" sobre Fernando Tordo, " Amélia dos Olhos Doces" sobre Carlos Mendes, "Cinco casinos, Cinco histórias" sobre a história dos casinos em Portugal e "Portugal fora de Portas", quatro programas dedicados à influência portuguesa que, ainda hoje, se faz sentir nas ilhas Canárias.
Apresentou o programa "Hora da Sorte" na RTP 2, durante oito anos e continua a produzir e a apresentar o programa "Tributo em estúdio" na RTP Memória.
É locutora em diversos documentários nos vários canais RTP.

## Televisão
- Heranças d'Ouro, RTP Memória 2005-2009
- Há Conversa, RTP Memória 2009-2015
- Tributo RTP Memória, 2015-atualmente

## Livros
- O Universo Feminino em António Aurélio Gonçalves, Livros de Ontem, 2015.